# U218 Videos
U218 Videos jest kompilacją teledysków rockowej grupy U2, wydaną na DVD, w 2006 roku, tego samego dnia, jak kompilacyjny album U218 Singles. Kompilacja zawiera najpopularniejsze teledyski zespołu, począwszy od "New Year’s Day" z 1983 roku do "The Saints Are Coming" z 2005 roku. DVD zawiera zarówno widea z dwóch poprzednich muzycznych kompilacji U2: The Best of 1980–1990 i The Best of 1990–2000, jak i te, które nie były wcześniej wydane. Na DVD znajduje się 19 teledysków, w tym po dwie wersje "Stuck in a Moment You Can’t Get Out Of" i "Walk On". U218 Videos zawiera także dwa bonusy w postaci filmów dokumentalnych: The Making of "Vertigo" oraz A Story of One, a także dodatkowe muzyczne widea.

## Lista utworów
1. "Beautiful Day"
2. "I Still Haven’t Found What I’m Looking For"
3. "Pride (In the Name of Love)"
4. "With or Without You"
5. "Vertigo"
6. "New Year’s Day"
7. "Mysterious Ways"
8. "Stuck in a Moment You Can’t Get Out Of" (Wersja amerykańska)
9. "Stuck in a Moment You Can’t Get Out Of" (Wersja międzynarodowa)
10. "Where the Streets Have No Name"
11. "The Sweetest Thing"
12. "Sunday Bloody Sunday" (Na żywo z Red Rocks Amphitheatre)
13. "One"
14. "Desire"
15. "Walk On" (wersja międzynarodowa)
16. "Walk On" (wersja amerykańska)
17. "Elevation"
18. "Sometimes You Can’t Make It on Your Own"
19. "The Saints Are Coming"

### Materiał bonusowy
- The Making of "Vertigo"
- A Story of One
- "Beautiful Day" – Wersja alternatywna kręcona w Èze.
- "Pride (In the Name of Love)" – Wersja pochodząca z U2 Go Home: Live from Slane Castle.
- "Vertigo" – Wideo z Lizbony.
- "Vertigo" – Wideo ze studia Hannover Quay.
- "One" – "Buffalo Version".
- "One" – "Restaurant Version".
- "Sometimes You Can't Make It on Your Own" – Wersja singlowa.